# Valur Reykjavík
El Knattspyrnufélagið Valur es un club de fútbol islandés, de la ciudad de Reikiavik. Fue fundado en 1911 y juega en la Úrvalsdeild, siendo el único equipo islandés en nunca haber descendido, participando en todas las ediciones.
Es uno de los clubes más laureados de Islandia, ostentando en su palmarés 23 ligas, 11 copas, 11 supercopas y 4 copas de la liga islandesa, siendo, por títulos, el segundo club más grande del país. En la actualidad, el club ostenta el mayor número de seguidores en Islandia, siendo este alrededor de 115.000, casi la mitad de la población del país nórdico. El club se coronó campeón por última vez de la Úrvalsdeild en el 2020. 
También cuenta con un equipo femenino de fútbol así como secciones de Balonmano y Baloncesto.

## Palmarés

### Torneos nacionales (49)
- Liga de Islandia (23):

1930, 1933, 1935, 1936, 1937, 1938, 1940, 1942, 1943, 1944, 1945, 1956, 1966, 1967, 1976, 1978, 1980, 1985, 1987, 2007, 2017, 2018, 2020.
- Copa de Islandia (11):

1965, 1974, 1976, 1977, 1988, 1990, 1991, 1992, 2005, 2015, 2016.
- Supercopa de Islandia (11):

1977, 1979, 1988, 1991, 1992, 1993, 2006, 2008, 2016, 2017, 2018.
- Copa de la Liga de Islandia (4):

2008, 2011, 2018, 2023.

## Participación en competiciones de la UEFA
| Temporada | Torneo                    | Ronda              | Club               | Casa | Visita | Global  |
| --------- | ------------------------- | ------------------ | ------------------ | ---- | ------ | ------- |
| 1966–67   | UEFA Cup Winners' Cup     | Preliminar         | Standard Liège     | 1–1  | 1–8    | 2–9     |
| 1967–68   | European Cup              | 1                  | Jeunesse Esch      | 1–1  | 3–3    | 4–4(a)  |
| 1967–68   | European Cup              | 2                  | Vasas              | 0–6  | 1–5    | 1–11    |
| 1968–69   | European Cup              | 1                  | Benfica            | 0–0  | 1–8    | 1–8     |
| 1974–75   | UEFA Cup                  | 1                  | Portadown          | 0–0  | 1–2    | 1–2     |
| 1975–76   | European Cup Winners' Cup | 1                  | Celtic             | 0–2  | 0–7    | 0–9     |
| 1977–78   | European Cup              | 1                  | Glentoran          | 1–0  | 0–2    | 1–2     |
| 1978–79   | European Cup Winners' Cup | Primera ronda      | 1. FC Magdeburg    | 1–1  | 0–4    | 1–5     |
| 1979–80   | European Cup              | 1                  | Hamburg            | 0–3  | 1–2    | 1–5     |
| 1981–82   | European Cup              | 1                  | Aston Villa        | 0–2  | 0–5    | 0–7     |
| 1985–86   | UEFA Cup                  | 1                  | Nantes             | 2–1  | 0–3    | 2–4     |
| 1986–87   | European Cup              | 1                  | Juventus           | 0–4  | 0–7    | 0–11    |
| 1987–88   | UEFA Cup                  | 1                  | Wismut Aue         | 1–1  | 0–0    | 1–1(a)  |
| 1988–89   | European Cup              | 1                  | Monaco             | 1–0  | 0–2    | 1–2     |
| 1989–90   | European Cup Winners' Cup | 1                  | Dynamo Berlin      | 1–2  | 1–2    | 2–4     |
| 1991–92   | European Cup Winners' Cup | 1                  | Sion               | 0–1  | 1–1    | 1–2     |
| 1992–93   | European Cup Winners' Cup | 1                  | Boavista           | 0–0  | 0–3    | 0–3     |
| 1993–94   | European Cup Winners' Cup | Clasificatoria     | MyPa               | 3–1  | 1–0    | 4–1     |
| 1993–94   | European Cup Winners' Cup | 1                  | Aberdeen           | 0–3  | 0–4    | 0–7     |
| 2006–07   | UEFA Cup                  | 1.ª Clasificatoria | Brøndby IF         | 0–0  | 1–3    | 1–3     |
| 2008–09   | UEFA Champions League     | 1.ª Clasificatoria | BATE Borisov       | 0–1  | 0–2    | 0–3     |
| 2016–17   | UEFA Europa League        | 1.ª Clasificatoria | Brøndby IF         | 1–4  | 0–6    | 1–10    |
| 2017–18   | UEFA Europa League        | 1.ª Clasificatoria | Ventspils          | 1–0  | 0–0    | 1–0     |
| 2017–18   | UEFA Europa League        | 2ª Clasificatoria  | Domžale            | 1–2  | 2–3    | 3–5     |
| 2018–19   | UEFA Champions League     | 1.ª Clasificatoria | Rosenborg          | 1–0  | 1−3    | 2–3     |
| 2018–19   | UEFA Europa League        | 2ª Clasificatoria  | FC Santa Coloma    | 3–0  | 0–1    | 3–1     |
| 2018–19   | UEFA Europa League        | 3ª Clasificatoria  | Sheriff Tiraspol   | 2–1  | 0–1    | 2–2 (a) |
| 2019–20   | UEFA Champions League     | 1.ª Clasificatoria | Maribor            | 0–3  | 0–2    | 0–5     |
| 2019–20   | UEFA Europa League        | 2ª Clasificatoria  | Ludogorets Razgrad | 1–1  | 0–4    | 1–5     |
| 2021–22   | UEFA Champions League     | 1.ª Clasificatoria | Dinamo Zagreb      | 0–2  | 2–3    | 2–5     |
| 2021–22   | Europa Conference League  | 2ª Clasificatoria  | Bodø/Glimt         | 0–3  | 0–3    | 0–6     |
| 2024-25   | UEFA Conference League    | 1.ª Clasificatoria | Vllaznia           | 2–2  | 4-0    | 6-2     |
| 2024-25   | UEFA Conference League    | 2ª Clasificatoria  | St. Mirren         | 0–0  | 1-4    | 1-4     |
| 2025–26   | UEFA Conference League    | 1.ª Clasificatoria | Flora              | 3–0  | 2−1    | 5−1     |
| 2025–26   | UEFA Conference League    | 2.ª Clasificatoria | Kauno Žalgiris     | 1-2  | 1-1    | 2-3     |

## Entrenadores
| - Murdo McDougall (1935-1938) - Joe Devine (1939-1948) - Hermann Hermannsson (1955) - Óli B. Jónsson (1967-1968) - Yuri Ilichev (1973-1974) - Joe Gilroy (1975) - Yuri Ilichev (1976-1978) - Gyula Nemes (1978-1979) - Volker Hofferbert (1980) - Klaus-Jürgen Hilpert (1982) - Claus Peter (1982-1983) - Ian Ross (1984-1987) - Hörður Helgason (1988-1989) - Guðmundur Þorbjörnsson (1989) - Ingi Björn Albertsson (1990-1992) | - Kristinn Björnsson (1993-1994) - Hörður Hilmarsson (1995) - Kristinn Björnsson (1995) - Kristinn Björnsson (1997-1999) - Ejub Purišević (2000-2001) - Þorlákur Árnason (2002-2003) - Njáll Eiðsson (2004) - Willum Þórsson (2005-2009) - Þorgrímur Þráinsson (2009) - Atli Eðvaldsson (2009) - Gunnlaugur Jónsson (2010) - Kristján Guðmundsson (2011-2012) - Magnús Gylfason (2013-2014) - Ólafur Jóhannesson (2014-) |